# Ilyphagus gravieri
Ilyphagus gravieri är en ringmaskart som först beskrevs av McIntosh 1922.  Ilyphagus gravieri ingår i släktet Ilyphagus och familjen Flabelligeridae. Inga underarter finns listade i Catalogue of Life.